# Anthoxanthum gracile
Anthoxanthum gracile là một loài thực vật có hoa trong họ Hòa thảo. Loài này được Biv. mô tả khoa học đầu tiên năm 1813.